# Augustin Archambeaud
Pierre Édouard Augustin Archambeaud est un homme politique français né le 17 mars 1868 à Saint-Pierre de La Réunion et décédé dans la même ville le 21 août 1937.

## Biographie
Fils de l'avoué Édouard Archambeaud et de Jeanne-Louise Burel, il obtient son diplôme de docteur en médecine et épouse la fille de la famille Le Coat de Kerveguen, laquelle est extrêmement riche. Il installe son cabinet à Saint-Pierre puis est nommé par arrêté, le 1er octobre 1898, ordinaire suppléant de la santé. À partir de cette date, il se laisse gagner par une passion naissante pour la politique.
Le 19 août 1900, il est élu conseiller général de Saint-Pierre. Puis, à la suite de la disparition de François Césaire de Mahy, il est largement élu député de la deuxième circonscription dès le premier tour de scrutin, et ce avec plus de 6 500 voix de plus que son concurrent. Il sera également réélu dès le premier tour en 1910.
En tant que parlementaire, ses priorités sont d'améliorer le sort des plus pauvres et de fournir une protection aux productions agricoles de La Réunion sur le marché métropolitain. Il s'oppose par ailleurs au rattachement administratif de La Réunion à Madagascar, considérant que la perte de prestige de son île résulte d'une injure de la métropole. Inscrit dans le groupe de l'Union républicaine, il s'avère un membre très actif de diverses commissions, en particulier de celles qui travaillent sur le budget colonial.
Lors des élections du Conseil Général de 1912, une émeute éclate à Saint-Pierre et le gouverneur Hubert Auguste Garbit décide de dissoudre le conseil municipal en appliquant la loi de 1884 sur l'organisation municipale. Garbit estime qu'Augustin Archambeaud est responsable de ces troubles de par son attitude.
En 1914, il annonce officiellement à son électorat qu'il s'installe à Tamatave et qu'il ne prétendra pas un troisième mandat de député. Mais dix ans plus tard, le docteur Archambeaud fait son retour en politique en récupérant son fauteuil de premier magistrat grâce à une confortable avance de 700 voix sur le maire sortant, son ancien adjoint Victor le Vigoureux. Le 17 octobre 1926, il récupère également son siège de conseiller général. Il sera d'ailleurs réélu à ce poste en 1928, puis en 1934. Tout comme il sera réélu maire de Saint-Pierre le 28 avril 1929 et en 1935.
Il meurt le vendredi 21 août 1937 dans sa maison du no 26 de la rue de la Plaine. Cette rue porte aujourd'hui son nom.